# ديميتري ياشين
ديميتري ياشين (بالروسية: Яшин, Дмитрий Владимирович)‏ هو لاعب كرة قدم روسي في مركز حراسة المرمى، ولد في 27 أكتوبر 1981 في طشقند في أوزبكستان. لعب مع أورال يكاترينبورغ وشينيك ياروسلافل ونادي دينامو الداغستاني ونادي كوبان كراسنودار.